# The Penguin (televisieserie)
The Penguin is een televisieserie uit 2024 die zich afspeelt na de gebeurtenissen in de film The Batman. De achtdelige serie volgt Oswald Cobb, die probeert de macht te grijpen over de onderwereld van Gotham.

## Rolverdeling
| Acteur             | Personage                       |
| ------------------ | ------------------------------- |
| Colin Farrell      | Oswald "Oz" Cobblepot / Penguin |
| Cristin Milioti    | Sofia Gigante-Falcone           |
| Rhenzy Feliz       | Víctor "Vic" Aguilar            |
| Deirdre O'Connell  | Francis Cobb                    |
| Clancy Brown       | Salvatore "Sal" Maroni          |
| Carmen Ejogo       | Eve Karlo                       |
| Michael Zegen      | Alberto Falcone                 |
| Berto Colón        | Castillo                        |
| James Madio        | Milos Grapa                     |
| Joshua Bitton      | Mikey Stone                     |
| David H. Holmes    | Nick Fuchs                      |
| Daniel J. Watts    | Bruno Tess                      |
| Ben Cook           | Calvin                          |
| Jayme Lawson       | Bella Reál                      |
| Michael Kelly      | Johnny Viti                     |
| Mark Strong        | Carmine Falcone                 |
| Scott Cohen        | Luca Falcone                    |
| Shohreh Aghdashloo | Nadia Maroni                    |
| Theo Rossi         | dr. Julian Rush                 |
| Aleksa Palladino   | Carla Viti                      |
| Kenzie Grey        | Gia Viti                        |
| Craig Walker       | rechercheur Marcus Wise         |
| Robert Lee Leng    | Link Tsai                       |
| Tess Soltau        | Tina Falcone                    |
| Marié Botha        | Margaret Pye / Magpie           |
| Jared Abrahamson   | Lawrence Loman / Squid          |
| Nadine Malouf      | Summer Gleeson                  |
| Con O'Neill        | chief Mackenzie Bock            |
| Louis Cancelmi     | Rex Calabrese                   |
| Owen Asztalos      | Jack Cobb                       |
| Nico Tirozzi       | Benny Cobb                      |
| Eric Berryman      | dr. Desoto                      |
| Ade Otukoya        | Zeke                            |
| Alex Anagnostidis  | Ray                             |
| Myles Humphus      | Dom                             |
| Aria Shahghasemi   | Taj Maroni                      |
| François Chau      | Feng Zhao                       |

## Afleveringen
| Nr. | Titel                   | Regisseur          | Schrijver(s)                    | Originele uitzenddatum |
| --- | ----------------------- | ------------------ | ------------------------------- | ---------------------- |
| 1   | After Hours             | Craig Zobel        | Lauren LeFranc                  | 19 september 2024      |
|     |                         |                    |                                 |                        |
| 2   | Inside Man              | Craig Zobel        | Erika L. Johnson                | 29 september 2024      |
|     |                         |                    |                                 |                        |
| 3   | Bliss                   | Craig Zobel        | Noelle Valdivia                 | 6 oktober 2024         |
|     |                         |                    |                                 |                        |
| 4   | Cent'Anni               | Helen Shaver       | John McCutcheon                 | 13 oktober 2024        |
|     |                         |                    |                                 |                        |
| 5   | Homecoming              | Helen Shaver       | Breannah Gibson & Shaye Ogbonna | 20 oktober 2024        |
|     |                         |                    |                                 |                        |
| 6   | Gold Summit             | Kevin Bray         | Nick Towne                      | 27 oktober 2024        |
|     |                         |                    |                                 |                        |
| 7   | Top Hat                 | Kevin Bray         | Vladimir Cvetko                 | 3 november 2024        |
|     |                         |                    |                                 |                        |
| 8   | A Great or Little Thing | Jennifer Getzinger | Lauren LeFranc                  | 10 november 2024       |
|     |                         |                    |                                 |                        |